# Ctenidium
Ctenidium (von gr. ctena ‚Kamm‘) ist eine Moosgattung aus der Ordnung der Hypnales.

## Merkmale
Die Stämmchen der Gametophyten sind sehr regelmäßig kamm- bis federartig gefiedert. Die Blätter sind sichelförmig einseitswendig oder fast gerade. Sie sind hohl und flach. Stämmchen- und Astblätter sind verschieden gestaltet: Stämmchenblätter haben einen herzförmigen Grund und eine lang ausgezogene Spitze. Die Blattflügelzellen sind differenziert: die Rippe ist kurz und doppelt oder aber fehlt, die Laminazellen sind langgestreckt (prosenchymatisch). Die Astblätter sind schmäler.
Die Seta ist glatt bis warzig rau. Die Kapsel ist geneigt bis waagerecht.

## Systematik
Die Gattung ist Teil der Familie der Hylocomiaceae. Sie besteht aus 24 Arten, von denen die folgende in Europa vorkommt:
- Ctenidium molluscum

Die früher zu dieser Gattung gerechnete Art Ctenidium procerrimum wird neuerdings als Hypnum procerrimum zur Gattung Hypnum gestellt.

## Belege
- Jan-Peter Frahm, Wolfgang Frey: Moosflora (= UTB. 1250). 4., neubearbeitete und erweiterte Auflage. Ulmer, Stuttgart 2004, ISBN 3-8252-1250-5.